# 明蜀王陵站
明蜀王陵站位于中国四川省成都市龙泉驿区成洛大道，是成都地铁4号线的高架侧式车站，于2017年6月2日启用，在正式启用前曾名为蜀王陵站，在施工阶段本站的工程名为“十陵东站”。

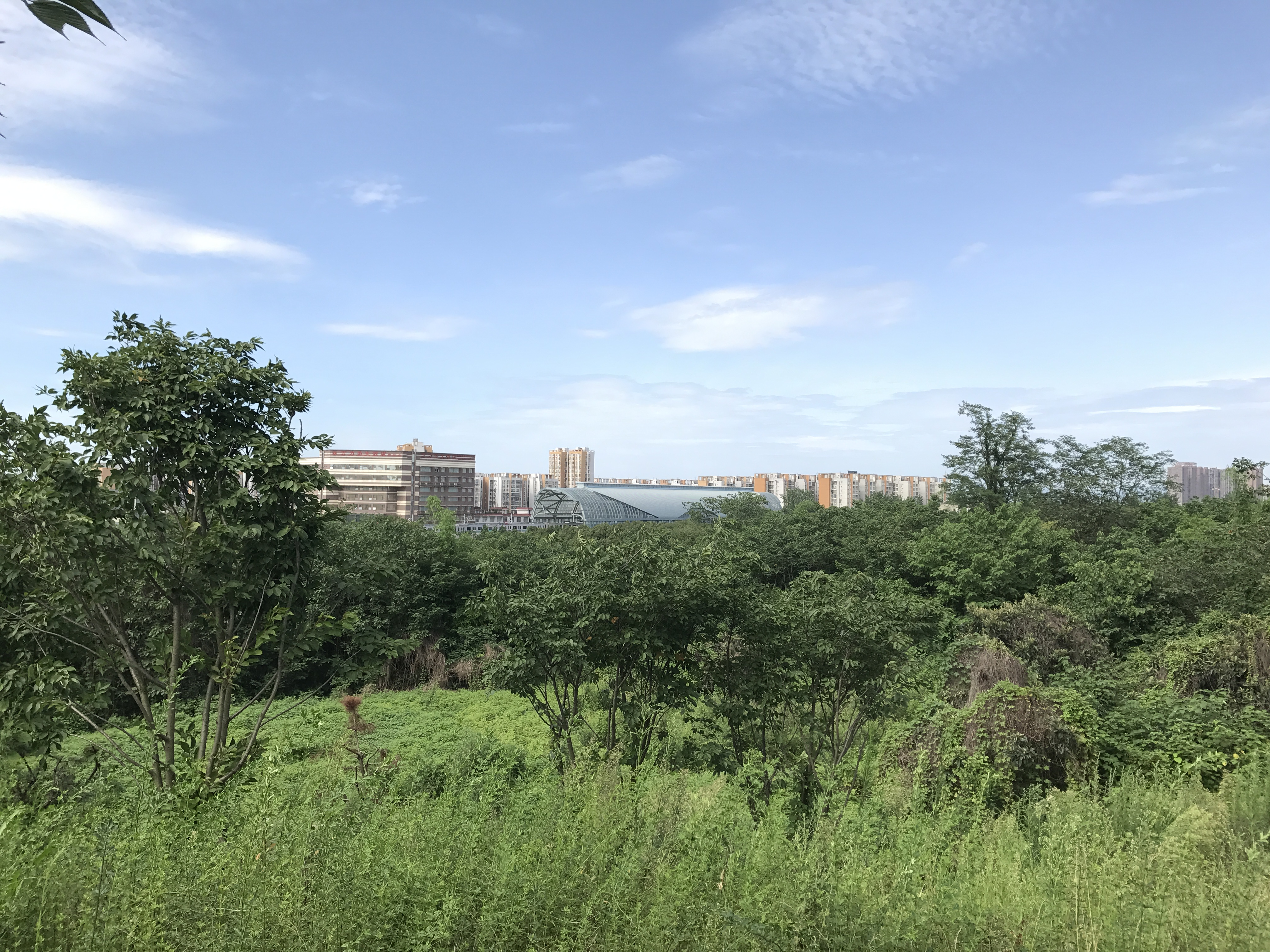
从青龙湖公园远眺明蜀王陵站

## 车站构造
明蜀王陵站为4号线唯二的两座侧式站台高架车站之一。
| 地上 二层 | 侧式站台，右边车门将会开启      | 侧式站台，右边车门将会开启   | 侧式站台，右边车门将会开启 |
| 地上 二层 | 4号线列车往万盛方向（成都大学） |                              |                            |
| 地上 二层 | 4号线列车往西河方向 （西河）    |                              |                            |
| 地上 二层 | 侧式站台，右边车门将会开启      |                              |                            |
| 地上 一层 | 站厅层                          | 出入口、自动售票机、车站商店 |                            |

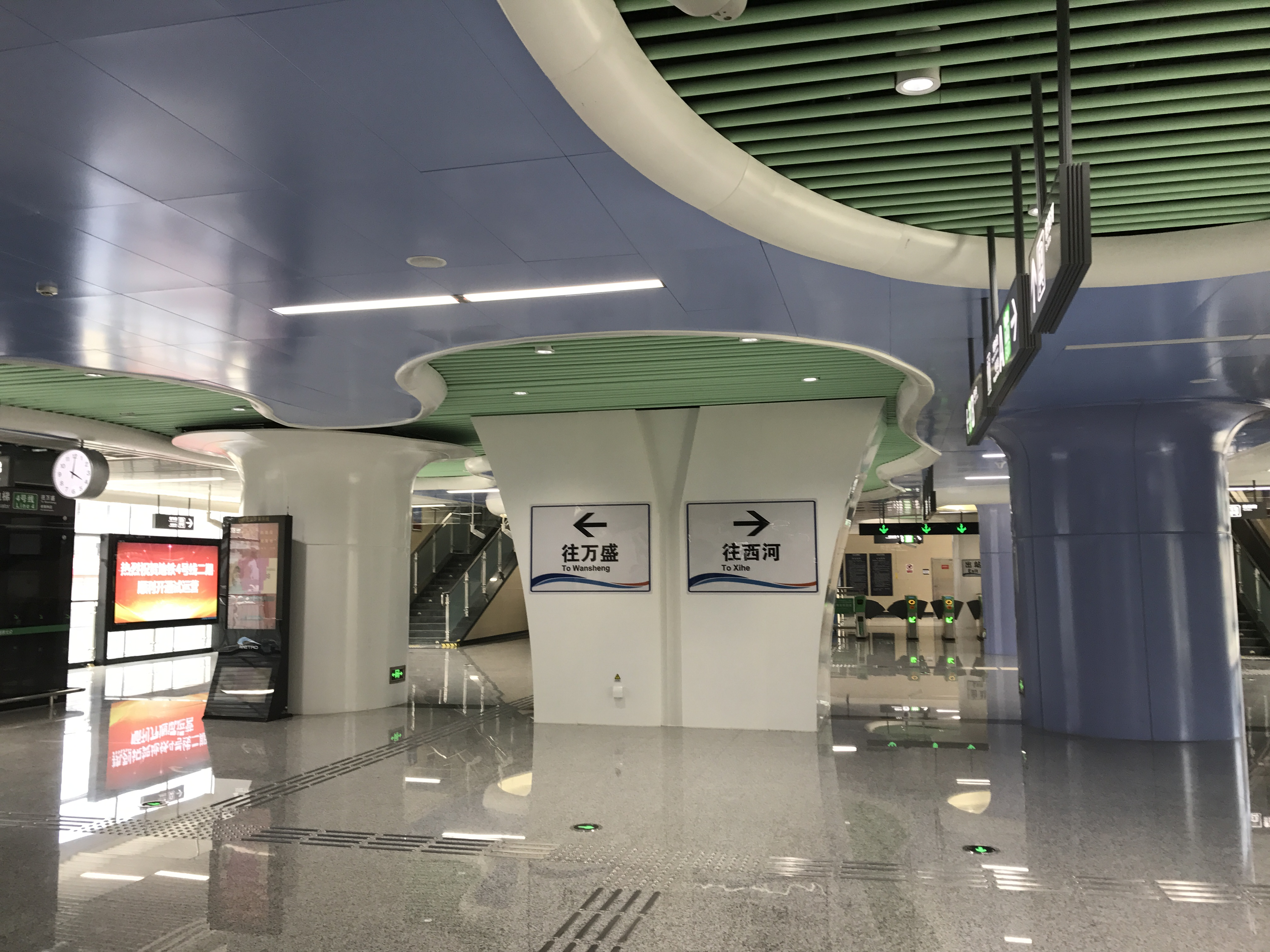
站厅层
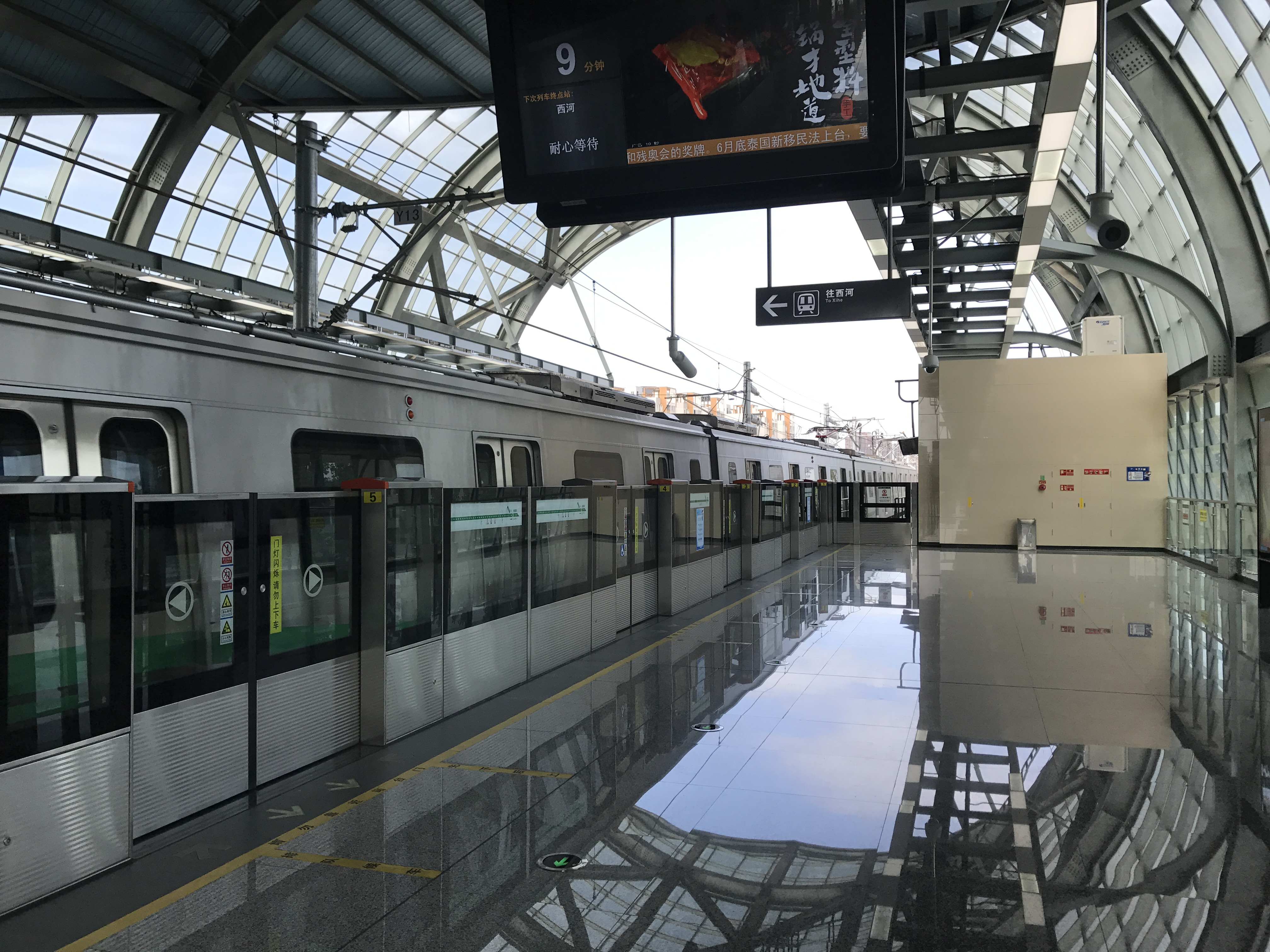
站台层

## 出入口信息
本站目前开放2个出入口。
| 出口编号 | 设施         | 地点             | 可到达目的地                           |
| -------- | ------------ | ---------------- | -------------------------------------- |
|          |              |                  |                                        |
|          | 无障碍卫生间 | 成洛大道、明蜀路 | 明蜀王陵、成都大学附属医院（十陵医院） |
| 出口 · B |              | 成洛大道         | 明蜀新村                               |